# إسمعلي كندي
إسمعلي كندي (بالإنجليزية: Esmaili Kandi)‏ هي قرية تقع في قسم بائين برزند الريفي (مقاطعة غرمي) في إيران. يقدر عدد سكانها بـ 104 نسمة بحسب إحصاء 2016.